# Lake Kathryn
Lake Kathryn ist  ein census-designated place (CDP) im Lake County im US-Bundesstaat Florida. Das U.S. Census Bureau hat bei der Volkszählung 2020 eine Einwohnerzahl von 990 ermittelt.

## Geographie
Lake Kathryn grenzt im Norden an den Ocala National Forest und im Süden an den Lake Tracy. Der CDP liegt rund 35 km nordöstlich von Tavares sowie etwa 70 km nördlich von Orlando. Abgesehen von der County Road 42 existieren keine größeren Straßen.

## Demographische Daten
Laut der Volkszählung 2010 verteilten sich die damaligen 920 Einwohner auf 474 Haushalte. Die Bevölkerungsdichte lag bei 126 Einw./km². 96,4 % der Bevölkerung bezeichneten sich als Weiße, 1,0 % als Indianer und 0,4 % als Asian Americans. 0,7 % gaben die Angehörigkeit zu einer anderen Ethnie und 1,7 % zu mehreren Ethnien an. 5,2 % der Bevölkerung bestand aus Hispanics oder Latinos.
Im Jahr 2010 lebten in 30,9 % aller Haushalte Kinder unter 18 Jahren sowie 27,8 % aller Haushalte Personen mit mindestens 65 Jahren. 66,3 % der Haushalte waren Familienhaushalte (bestehend aus verheirateten Paaren mit oder ohne Nachkommen bzw. einem Elternteil mit Nachkomme). Die durchschnittliche Größe eines Haushalts lag bei 2,58 Personen und die durchschnittliche Familiengröße bei 3,04 Personen.
24,9 % der Bevölkerung waren jünger als 20 Jahre, 23,3 % waren 20 bis 39 Jahre alt, 31,8 % waren 40 bis 59 Jahre alt und 19,8 % waren mindestens 60 Jahre alt. Das mittlere Alter betrug 41 Jahre. 51,6 % der Bevölkerung waren männlich und 48,4 % weiblich.
Das durchschnittliche Jahreseinkommen lag bei 25.083 $, dabei lebten 35,6 % der Bevölkerung unter der Armutsgrenze.
Im Jahr 2000 war Englisch die Muttersprache von 100 % der Bevölkerung.